# Pachacamac the Echidna
Pachacamac era el jefe de los equidnas de la raza de Knuckles. Durante mucho tiempo,luchó contra Lord Ix de
Nocturnia y, cuando se lo llevaron a la Celda del Crepúsculo, Pachacamac consideró la victoria. Después, decidió robar la Master Emerald fracasando, porque Chaos los condujo a la destrucción. Su hija, Tikal, encerró a Chaos en la Master Emerald para que no causara más daños.
- Datos: Q6056655